# Santiago Gapp
Santiago Gapp (Wattens, Tirol, 26 de julio de 1897 - Berlín-Plötzensee, 13 de agosto de 1943), también conocido como Jacobo Gapp, fue un sacerdote católico austriaco, miembro de la Compañía de María. Conocido por su actividad contra el nazismo, fue perseguido y finalmente torturado y guillotinado en una de las cárceles de la Gestapo. El papa Juan Pablo II lo beatificó el 24 de noviembre de 1996. Su memoria litúrgica se celebra el 13 de agosto. 

## Historia
Fue el séptimo hijo del obrero Martin Gapp y de Antonia Wach; hizo estudios primarios y secundarios con los franciscanos de Hall y, tras combatir como voluntario en la Primera Guerra Mundial en el ejército austríaco, ser herido y recibir una medalla de plata al coraje de segunda clase, pasó desde noviembre de 1918 hasta agosto de 1919 siendo prisionero de los italianos. Concluida la guerra, ingresó en el noviciado de los marianistas o Compañía de María en 1920, trabajó como profesor en la escuela de los maristas en Graz e hizo sus votos definitivos en Antony (Francia) en 1925. Estudió luego en el seminario de Friburgo y fue ordenado sacerdote en el mismo lugar en 1930 por el obispo Marius Besson. Trabajó como catequista, profesor de religión y director espiritual en Freistadt, Lanzenkirchen y Graz. Se comprometió socialmente con los parados, los pobres y los sectores marginados por la crisis económica, recogiendo comida para ellos y entregándoles incluso el carbón que tenía él para calentarse, con lo que entró en conflicto con sus hermanos de Graz. Es más, leyendo los escritos del ideólogo fascista Alfred Rosenberg, llegó a la conclusión de que el catolicismo y la caridad cristianas eran absolutamente incompatibles con el nacionalsocialismo. Después de la anexión de Austria en 1938, se opuso al régimen y a parte de sus hermanos de Graz, por lo que fue transferido a Freistadt y luego, pero en el mismo año, a Innsbruck, en el Tirol; pero las autoridades le prohibieron enseñar religión; por lo visto se negó a usar la insignia de la esvástica y a saludar a la gente con el Heil Hitler!, y una vez en público reprendió a un compañero maestro que les dijo a sus estudiantes que "odiaran y mataran a checos y judíos".
Gapp también les enseñó a sus alumnos que el amor por todo el género humano, en el que incluía a todas las razas y religiones, era crucial para la comunión y las personas debían adorar a Dios y no a Adolf Hitler. El 11 de diciembre de 1938 pronunció un sermón en el que defendía al papa Pío XI de las ofensas nazis y ordenó a los fieles que leyeran literatura cristiana y no propaganda nazi; uno de los documentos que dio a sus fieles fue Mit brennender Sorge, que Pío XI publicó en 1937.
A causa de las severas homilías que predicaba contra el antisemitismo, le empezaron a aconsejar que se escondiera o huyera de Austria; en efecto, fue perseguido por la Gestapo y se vio obligado a salir del país en 1939. Tras pasar por la casa madre de Burdeos, donde trabajó como capellán y bibliotecario, en mayo de 1939 consiguió llegar a España y tras pasar por diversos colegios marianistas de San Sebastián, Cádiz y Lequeitio se instaló en Valencia, donde fue acogido por la comunidad marianista del Colegio del Pilar, sirviendo como capellán y profesor de alemán y latín, pero encontrando mucha oposición a sus ideas antifascistas. Intentó por ello conseguir un pasaporte inglés para marchar a Inglaterra, pero no le fue concedido; consiguió acceso a prensa británica no censurada y, al parecer, se enteró además del Holocausto.
En 1942, dos jóvenes alemanes, que dijeron ser hermanos judíos perseguidos por los nazis, se presentaron en el colegio y le pidieron ayuda. Después de crearse entre ellos una estrecha amistad, los jóvenes le rogaron que les instruyera en la fe católica para recibir el Bautismo.
Días antes de la fecha prevista para el bautizo, el padre Jacobo Gapp fue invitado por los dos jóvenes amigos a viajar con ellos a San Sebastián. Desde allí, mediante engaños, le hicieron pasar la frontera de Francia; de hecho se trataba de un secuestro, hábilmente planeado por los dos falsos hermanos judíos, que eran agentes nazis. En Hendaya, el p. Gapp fue detenido por la Gestapo y llevado preso a París.
Conducido a Berlín, fue torturado en la cárcel durante varios meses, haciendo en todo momento una valiente y constante profesión de su fe, que asombró al propio Heinrich Himmler. Al fin, tras ser sentenciado a muerte por Roland Freisler, fue decapitado el 13 de agosto de 1943.
Su sepulcro con las reliquias corporales se venera en la Kapelle des Hauses der Begegnung, en Innsbruck. El Papa Juan Pablo II lo beatificó en noviembre de 1996 en Roma junto con Otto Neururer y desde 2005 el obispo de Innsbruck Manfred Scheuer ha creado el premio Jakob Gapp a empresas que hayan demostrado su compromiso social.
En noviembre de 2018 se estrenó el documental sobre su vida, cuyo título es Santiago Gapp. El sacerdote que se enfrentó a Hitler, creado y dirigido por el realizador valenciano Manuel Cabo. El documental, de 30 minutos de duración está producido por MC audiovisuales, y la propia congregación de Gapp, la "Compañía de María. Marianistas".

## Citas
La última carta del P. Gapp a su superior, pocas horas antes de morir: 
Para el Padre Franz Joseph Jung Nivelles (Bélgica)
Plotzensee Berlín, 13 de agosto 1943
Venerable y querido Padre Superior, pocas horas antes de mi muerte, siento la necesidad de despedirme de ustedes. Me condenaron a muerte por traición el 2 de julio, fiesta del Sagrado Corazón. La ejecución tendrá lugar esta noche a las 7:00. Durante el tiempo de mi cautiverio, desde el 9 de noviembre del año pasado, tuve tiempo de sobra para reflexionar sobre mi vida. Con todo mi corazón, gracias por todo el bien que me habéis hecho desde que os conocí. Todavía me consideró un miembro de la Sociedad de María. Renuevo mis votos y me ofrezco a Dios a través de las manos de nuestra querida Madre Celestial. Perdonadme por las molestias que os he causado. Pasé por momentos muy difíciles, pero ahora estoy muy feliz. Creo que estos tiempos difíciles han podido santificarme. Saludad a todos los hermanos de mi parte. Yo saludaré a los que ya están en el más allá. Todo pasa, excepto el cielo. El 13 de agosto de 1920 comencé mi noviciado, el mejor año de mi vida. Hoy (13 de agosto de 1943), espero poder empezar la vida eterna bienaventurada. ¡Adiós! Rogad por mí. Rezo por vosotros. ¡Nos volveremos a ver! Atentamente y muy agradecido, J.M.J. Jakob RIP (En: J. M. Salaverri, op. cit.)